# Arabriga
Arabriga là một chi bướm đêm thuộc họ Noctuidae.